# Verena Stefan
Verena Stefan (Berna, 3 de octubre de 1947-Montreal, 29 de noviembre de 2017) fue una feminista y escritora suiza que vivió en Alemania y en Canadá.

## Trayectoria
Nació en Berna y se marchó a Berlín en 1968 para ser fisioterapeuta y estudiar sociología en la Universidad Libre de Berlín. Su primer libro, Häutungen (Derramamiento) (1975), se basó en sus experiencias de vida en Berlín. En 1980 publicó un poemario Mit Füßen, mit Flügeln (Con pies, con alas).
Junto con Gabriele Meixner, publicó traducciones al alemán de Dream of a Common Language (El sueño de una lengua común) de Adrienne Rich y Lesbian Peoples de Monique Wittig. Stefan también publicó ensayos sobre literatura para el semanario Die Zeit y la editorial Frauenoffensive.
Vivió con Lise Moisan y murió en Montreal el 29 de noviembre de 2017.